# 범죄
| |
| 형법 刑法 |
| 형법학 · 범죄 · 형벌 죄형법정주의 |
| 범죄론 |
| 구성요건 · 실행행위 · 부작위범 간접정범 · 미수범 · 기수범 · 중지범 불능범 · 상당인과관계 고의 · 고의범 · 착오 과실 · 과실범 공범 · 정범 · 공동정범 공모공동정범 · 교사범 · 방조범 |
| 항변 |
| 위법성조각사유 · 위법성 · 책임 · 책임주의 책임능력 · 심신상실 · 심신미약 · 정당행위 · 정당방위 · 긴급피난 · 오상방위 · 과잉방위 · 강요된 행위                                     |
| 죄수 |
| 상상적 경합 · 연속범 · 병합죄 |
| 형벌론 |
| 사형 · 징역 · 금고 벌금 · 구류 · 과료 · 몰수 법정형 · 처단형 · 선고형 자수 · 작량감경 · 집행유예                                                                                  |
| 대인범죄 |
| 폭행죄 · 상해치사죄 · 절도죄 |
| 성범죄 · 성매매알선 · 강간죄 |
| 유괴 · 과실치사상죄 · 살인죄 |
| 대물범죄 |
| 손괴죄 · 방화죄 |
| 절도죄 · 강도죄 · 사기죄 |
| 사법절차 방해죄 |
| 공무집행방해죄 · 뇌물죄 |
| 위증죄 · 배임죄 |
| 미완의 범죄 |
| 시도 · 모의 · 공모 |
| 형법적 항변 |
| 자동증, 음주 & 착오 |
| 정신 이상 · 한정책임능력 |
| 강박 · 필요 |
| 도발 · 정당방위 |
| 다른 7법 영역 |
| 헌법 · 민법 · 형법 |
| 민사소송법 · 형사소송법 · 행정법 |
| 포털: 법 · 법철학 · 형사정책 |
| v • d • e • h |

범죄(犯罪, 영어: crime)는 형법과 같이 처벌 등을 규정하는 법률에 어긋나는 행위를 말한다. 범죄를 저지른 사람을 범죄인(犯罪人), 범죄자(犯罪者)라고 부른다. 형법은 어떤 행위가 범죄에 해당하는지를 규정하고 있다.
오직 법에 의하여서만 범죄가 규정되고 처벌된다는 죄형법정주의는 현대 법치국가의 기본원칙으로 받아들여지고 있다. 한편 법을 어기는 행위가 모두 형사적 범죄가 되는 것은 아닌데, 예컨대 민법의 여러 불법행위 따위가 있다.

## 종류

### 정치범·확신범
정치범(政治犯)·확신범(確信犯)은 범죄의 동기가 종교·도덕·정치상의 신념에 기초되는 것을 말하며 도덕적으로 파렴치한 종류의 일반적 범죄와는 달리 취급을 하게 된다. 내란죄는 이와 같은 정치범 내지 확신범의 전형(典型)이다. 정치범의 형사책임에 있어서는 도의적인 비난의 견지에서 특별한 고려를 요한다. 왜냐하면 비난의 기초로서의 도의적 가치의 척도가 다르기 때문이다. 자유형(自由刑)으로써 처벌하는 데 있어서도 일반의 범인에게 대하는 것과는 다르게 취급하는 점이 있다.

## 범죄의 성립요건
범죄의 성립요건은 범죄가 법률상으로 성립하기 위한 요건으로, 구성요건 해당성, 위법성, 유책성이 여기에 해당된다. 범죄의 성립요건 중 한 가지라도 갖추지 못하면 범죄는 성립하지 못한다. 즉, 판사는 기소된 사건이 구성요건에 해당하고 달리 위법성이나 책임이 조각될 만한 사유가 없다고 판단되면 검사의 공소사실을 유죄로 인정하게 된다.
범죄의 심사는 크게 '위법한가?' 하는 위법성 심사와, '위법하다면 그 사람에게 책임이 있는가?' 하는 책임 심사의 둘로 나뉜다. 형법 조문에는 구체적인 범죄의 행위를 기술해 놓았는데, '이러한 형법 조문의 내용대로 범행을 하였는가?' 하고 심사하는 것이 구성요건 해당성 심사이다. 구성요건에 해당한다고 판단이 되면, 일응 위법하고 책임이 있다고 여겨진다. '혹시, 위법성을 배제하는 경우에 해당하지는 않는가?' 하고 심사하는 것이 위법성 조각 사유 심사이다. '혹시 책임이 배제되는 경우에 해당하지는 않는가?' 하고 심사하는 것이 책임 조각 사유 심사이다. 따라서, 구성요건 해당성 심사는 유죄가 되는가를 심사하는 적극적 심사인 반면에, 위법성 조각 사유 심사와 책임 조각 사유 심사는 무죄가 되는가를 심사하는 소극적 심사이다.

### 구체적 요건
구성요건 해당성(독일어: Tatbestand)은 구체적 사실이 범죄의 구성요건에 해당하는 것을 말한다. 형법에서 규정하는 구성요건은 금지된 행위를 추상적으로 규정하고 있으며, 구체적 범죄사실이 추상적 구성요건에 해당하면 구성요건 해당성이 인정된다. 반사회적·반도덕적 행위라 할지라도 구성요건에 해당하지 않을 때는 범죄라 할 수 없으며, 구성요건에 해당하는 행위만 범죄가 될 수 있다. 만약 어떠한 사실이 구성요건에 해당한다면 위법성 조각 사유나 책임 조각 사유가 없는 한 범죄가 성립한다.
위법성(독일어: Rechtswidrigkeit)은 구성요건에 해당하는 행위가 법률상 허용되지 않는 것을 말한다. 구성요건에 해당하는 행위는 위법하다고 할 수 있으며, 범죄가 성립하기 위하여는 위법성이 인정되어야 한다. 정당방위에 의하여 사람을 살해한 경우처럼 구성요건에 해당하는 행위도 위법성이 조각되어 범죄가 되지 않는 경우가 있다.
책임(독일어: Schuld)은 불법한 행위를 한 행위자에 대한 비난가능성을 말한다. 객관적으로는 구성요건에 해당하고 아울러 위법한 행위라 할지라도 행위자에게 책임이 없는 경우에는 범죄가 되지 않는다. 예를 들어 형사미성년자·심신상실자의 행위·강요된 행위는 범죄가 성립하지 않는다.

## 같이 보기
- 범죄기회이론(영어판)
- 이성적 범죄이론(영어판)
- 조직 범죄
  - 마피아
  - 삼합회
  - 야쿠자
- 갱(en:Gang)
- 깡패
- 죄
- 사기
  - 신용사기
    - 나이지리아 사기
- 깨진 유리창 이론
- 제로 톨러런스(무관용 원칙)
- 계속범
- 범죄물